# Vivint Smart Home Arena
Vivint Smart Home Arena (tidligere kendt som Delta Center, EnergySolutions Arena) er en sportsarena i Salt Lake City i Utah, USA, der er hjemmebane for NBA-holdet Utah Jazz. Arenaen har plads til ca. 20.000 tilskuere, og blev indviet 4. oktober 1991. Den blev benyttet under Vinter-OL 2002, der blev afholdt i Salt Lake City.
Vivint Smart Home Arena er desuden ofte arrangør af koncerter, og Celine Dion, Kelly Clarkson, Rolling Stones, U2 er blandt de navne der har optrådt i arenaen.